# Ulindi
Ulindi är en flod i Kongo-Kinshasa, ett biflöde till Lualaba. Den rinner genom provinserna Södra Kivu och Maniema, i den östra delen av landet, 1 500 km öster om huvudstaden Kinshasa. En kortare sträcka ingår i gränsen mellan provinserna.